# Dystrofi
Dystrofi är en medicinsk term för otillräcklig utveckling eller näringstillförsel, och syftar inom patologin på alla slags sjukdomar som kännetecknas av försvagning, degeneration eller onormal utveckling av framförallt muskler, men även andra vävnader. Muskeldystrofier kännetecknas både av muskelatrofi och muskelförsvagning. Dystriofier kan typiskt bero på felaktig näringsomsättning, såsom Beckers muskeldystrofi och Duchennes muskeldystrofi vilka båda beror på brist på proteinet dystrofin.